# Cruce del Somme
El cruce del Somme tuvo lugar el 5 de agosto de 1636 durante la Guerra de los Treinta Años y la guerra franco-española, cuando unidades del Ejército de Flandes y del ejército imperial al mando de Tomás Francisco, Príncipe de Carignano, lugarteniente del Cardenal-Infante Fernando, cruzaron el río Somme cerca de Bray-sur-Somme durante su ofensiva en territorio francés. A pesar de la gran resistencia del ejército francés dirigido por Luis de Borbón-Soissons, las tropas aliadas cruzaron con éxito el río y expulsaron a las tropas francesas a lo largo del río Oise, procediendo durante las semanas siguientes a asediar la importante fortaleza de Corbie, situada dos leguas río arriba de Amiens, lo que provocó gran pánico entre la población de París.

## Precedentes
Poco después de que Francia declarara la guerra a España en mayo de 1635, un ejército francés al mando de los mariscales de Francia Urbain de Maillé-Brézé y Gaspard III de Coligny, aliado con el ejército de los Estados holandeses, invadió los Países Bajos españoles por dos flancos y amenazó a Bruselas antes de asediar Lovaina. El asedio acabó en un costoso fracaso debido a la mala logística y organización, y a que el ejército francés fue diezmado por la peste. El cardenal infante Fernando, gobernador de los Países Bajos españoles, contraatacó y expulsó a los invasores, concentrando sus recursos contra los holandeses durante los meses siguientes. La recuperación por parte del estatúder Federico Enrique de Orange de la fortaleza clave de Schenkenschans no desanimó a los españoles, y el conde duque de Olivares siguió decidido a concentrar el esfuerzo bélico contra los holandeses.
Después de sufrir nuevas derrotas contra los ejércitos del duque Carlos de Lorena y el generalísimo imperial Matías Gallas en el Rin, Alsacia y Lorena, los ejércitos franceses permanecieron centrados en la defensa y reconquista de lugares estratégicos en estos territorios.  La conquista del Franco Condado, confiada a Enrique de Borbón, al príncipe de Condé y a Carlos de La Porte de La Meilleraye, pronto se convirtió en una prioridad absoluta para el cardenal Richelieu.  El emperador del Sacro Imperio Romano Germánico, Fernando II, cuya posición en Alemania se había fortalecido desde la Paz de Praga, mientras tanto, proyectó una invasión de Francia oriental bajo el mando de Matías Gallas, pero como los problemas logísticos y financieros disminuyeron su fuerza, propuso una invasión conjunta al cardenal infante. Felipe IV de España y Olivares accedieron rápidamente. 
En junio, en Mons se reunió un ejército ligeramente equipado, compuesto por entre 10.000 y 12.000 soldados de infantería y 13.000 de caballería, y 18.000 soldados de ambos tipos, incluido un contingente imperialista al mando de Ottavio Piccolomini. El 2 de julio, el cardenal infante cruzó la frontera por Avesnes y tomó las fortalezas de Le Catelet y La Capelle. Aunque contaba con numerosas guarniciones, La Capelle se rindió tras sólo seis días de asedio y Le Catelet, una de las fortalezas más fuertes de Francia, tras tres días gracias a los proyectiles explosivos utilizados por el ejército español, una innovación reciente pero desconocida para los franceses. El alarmante avance del cardenal infante obligó a Luis XIII a regresar a París desde Fontainebleau. Para entonces, Fernando estaba en Cambrai y había dejado el mando de su ejército al príncipe Thomas Francis de Carignano, comandante del ejército de Flandes.

## Batalla
El príncipe de Carignano tomó el mando del ejército y se dirigió a San Quintín con el objetivo de continuar la invasión y atraer a Luis de Borbón, conde de Soissons, que estaba en Picardía al mando de una fuerza de 14.000 soldados, y su ejército a la ciudad.  Al llegar a los campos frente a San Quintín, el Príncipe cambió la ruta del ejército y avanzó hacia el río Somme. El cardenal infante le envió a don Esteban de Gamarra, caballero de su confianza, para transmitirle la orden de cruzar el Somme por el pueblo de Bray-sur-Somme o por un lugar más fácil, aunque los ejércitos franceses vigilaran la orilla del río. Para este fin se enviaron pontones y barcos desde Cambrai. 
El príncipe puso en alerta a sus maestres de campo y coroneles y se dirigió hacia Bray. El 4 de agosto sus tropas ocuparon una pequeña isla en medio del río y pronto comenzó una escaramuza con las tropas francesas en la otra orilla del río. El conde de Soissons, que estaba estacionado con sus tropas en una colina cercana, creyó que los españoles intentaban cruzar el río por ese lugar y destacó sus batallones y escuadrones cerca de la orilla del río para rechazar cualquier intento. El marqués de Fontenay, que dirigía estas tropas, incendió el pueblo y atrincheró a sus soldados en una serie de fuertes construidos en la orilla del río. La escaramuza se prolongó durante mucho tiempo con fuego de artillería y mosquetería. Según los franceses, sólo murieron 20 de sus soldados, entre ellos el conde de Matha, capitán de una compañía del Régiment des Gardes.
El Príncipe ordenó a sus tercios de españoles marchar al pueblo de Cerisy, situado a una legua al sur de Bray, y cruzar allí el río.  Se construyó rápidamente un puente de pontones de una orilla a la opuesta y se esparcieron grandes cantidades de madera previamente preparada sobre el terreno pantanoso para facilitar el cruce de los soldados.  Sólo el Regimiento de Piamonte estaba en ese lugar para enfrentar a los españoles.  Estos se formaron en escuadrón a la orilla del río y se enzarzaron en una tenaz lucha que duró tres horas.  El Regimiento de Piamonte, reforzado por una compañía del Regimiento de Guardias, intentó expulsarlos de los pontones y del camino de haces con gran fiereza, pero gracias a la presencia del Príncipe, que tomó el mando del ataque, los españoles lograron cruzar el río y expulsaron al Regimiento de Piamonte de la orilla del río.
El Maestro de Campo Alonso Pérez de Vivero y Menchaca, Conde de Fuensaldaña, puso entonces a sus soldados a trabajar en la excavación de trincheras para cubrirlos de un posible contraataque. La artillería española y algunos mosqueteros acribillaron el bosque donde se había puesto a cubierto el Regimiento de Piamonte y obligaron a las pocas tropas supervivientes a retirarse dejando tras de sí unos 700-800 cadáveres. El Príncipe perdió ese día alrededor de 35 soldados muertos y 50 heridos. Las pérdidas francesas podrían haber sido mayores si la caballería española hubiera cruzado el río a tiempo para perseguirlos, pero esto no ocurrió y Soissons pudo retirar sus tropas en buen orden.

## Consecuencias
El príncipe de Carignano, buscando la destrucción del ejército francés en retirada, envió a Ottavio Piccolomini al mando de su caballería y a Johann von Werth con la caballería española tras el conde de Soissons, que se vio obligado a pasar el río Oise. El acoso de la caballería alemana y española disminuyó la fuerza del ejército francés, encontrando las tropas imperiales españolas abandonadas a su avance con cadáveres y armas. La persecución de Piccolomini al ejército francés en retirada lo llevó a Roye, que capturó y desde donde llegó a Compiègne y avanzó más en territorio francés, lo que causó consternación en París. Mientras tanto, Soissons se retiró a Noyon perseguido por Johann von Werth. El general bávaro destruyó 5 regimientos de caballería francesa cerca de la ciudad, pero no tenía fuerzas suficientes para intentar su captura.
El 7 de agosto, el príncipe de Carignano, por orden del cardenal infante, rodeó la vital fortaleza de Corbie, que se rindió ante él una semana después.  Al día siguiente, Luis XIII escribió al príncipe de Condé ordenándole que abandonara el sitio de Dôle y se retirara del Franco Condado para ayudar a defender París. En la corte francesa se creía que después de Corbie los españoles avanzarían más en Francia.  Piccolomini, que quería hacerlo, trató de persuadir al cardenal infante. El cardenal infante consideró que operaciones más ambiciosas podrían poner en riesgo su ejército y decidió retirarse. Regresó a Cambrai a principios de septiembre, antes de que comenzara la invasión de Francia por parte de Matthias Gallas, y los ejércitos franceses recuperaron la mayor parte del terreno perdido durante los meses siguientes. 